# إرنست ألبريخت
إرنست ألبريخت (بالألمانية: Ernst Albrecht)‏ (12 نوفمبر 1907 – 26 مارس 1976) لاعب كرة قدم ألماني راحل كان يجيد اللعب في خط الهجوم .
لعب طوال مسيرته الرياضية في نادي فورتونا دوسيلدورف.
مثل منتخب ألمانيا في 17 مباراة مسجلا 4 أهداف (1928-1934). شارك مع منتخب ألمانيا في بطولة كأس العالم 1934 في إيطاليا حيث احتل المركز الثالث.

## وصلات خارجية
- إرنست ألبريخت على موقع قاعدة بيانات كرة القدم.إي يو (الإنجليزية)
- إرنست ألبريخت على موقع بيانات كرة القدم. دي إي (الألمانية)
- إرنست ألبريخت على موقع ناشيونال فوتبول تيمز (الإنجليزية)
- إرنست ألبريخت على موقع Soccerway.com (الإنجليزية)
- إرنست ألبريخت على موقع عالم كرة القدم.نت (الإنجليزية)
- إرنست ألبريخت على موقع أوليمبيديا (الإنجليزية)